# Danish MMA Night
Danish MMA Night er et kommende dansk MMA-stævne, der afholdes den 9. juni 2018 i Brøndby Hallen i København den 9. juni. Det er det første danske MMA stævne siden 2014, der udelukkende består af professionelle kampe.
I de 3 hovedkampe kæmper danske Mark O. Madsen mod britiske Dez Parker, danske Christian Colombo mod danske Nick Barnø og svenske Pannie Kianzad mod engelske Kerry Hughes.

## Baggrund
33-årige Mark O. Madsen gjorde comeback i MMA efter næsten 4 års pause ved MMA Galla i Nykøbing Falster Hallen den 13. januar 2018 hvor han besejrede svenske Matthias Freyschuss efter 28 sekunder i 1. omgang.
Den 20. marts, 2018 bekendtgjorde 33-årige Madsen i en pressemeddelelse at han havde skrevet kontrakt med Danish MMA Night og stoppede sin brydekarriere for at fokusere på MMA. Med stoppet inden for brydning står det klart at Madsen dermed ikke stiller op ved Sommer-OL 2020 i Tokyo i Japan. Madsens kamp mod Dez Parker bliver derfor hans første kamp efter han har stoppet sin brydekarriere. Marks mål er at kæmpe i Ultimate Fighting Championship.
Rhassan Muhareb skulle oprindeligt have mødt hollandske Hasib Fatah, men hollænderen måtte den 1. juni, 2018 trække sig på grund af en skade. Han blev hermed erstattet af svenske Martin Fouda Afana Bipouna.

## Underholdning
Til stævnet optræder musikerne Svenstrup & Vendelboe, Nadia Malm, Pharfar, Jokeren, Lenny & Waqas (fra Outlandish) og Pede B.

## Kampprogram
| Vægtklasse | Kæmpere                                       |
| ---------- | --------------------------------------------- |
| Weltervægt | Mark O. Madsen vs Dez Parker                  |
| Sværvægt   | Christian Colombo vs Nick Barnø               |
| Bantamvægt | Pannie Kianzad vs Kerry Hughes                |
| Bantamvægt | Jonas Mågård vs Fernando Flores               |
| Weltervægt | Frodi Hansen vs Per Franklin                  |
| Weltervægt | Louis Glismann vs Melvin van Suijdam          |
| Weltervægt | Milan Bodhi Silva vs Matthias Freyschuss      |
| Bantamvægt | Jonas Troest vs Espen Kolltveit               |
| Fjervægt   | Rhassan Muhareb vs Martin Fouda Afana Bipouna |
| Mellemvægt | Mikkel Kasper vs Jonathan Bosuku              |

## International tv-transmittering
| Land    | Tv-kanal         |
| ------- | ---------------- |
| Denmark | TV3+             |
| Norway  | Viaplay Fighting |
| Sweden  | Viaplay Fighting |

|  | Infoboks uden skabelon Denne artikel har en infoboks dannet af en tabel eller tilsvarende. |